# Casa de Saud
Casa de Saud (em árabe آل سعود‎; romanizado como Āl Suʿūd) é a casa real no poder na Arábia Saudita desde a criação do país em 1932. Contudo, a Casa de Saud têm se mostrado extremamente influente mesmo antes da criação do estado saudita. O atual chefe é o rei Salman da Arábia Saudita. Antes do rei Abdul-Aziz ibn Saud fundar o reino, a família tinha governado a região de Négede, entrando em conflito em várias ocasiões com o Império Otomano, o Xarife de Meca, e com família Al Rashid de Ha'il. A Casa de Saud passou por três fases: o primeiro Estado Saudita (1744-1818), o segundo Estado Saudita (1819-1891), e a nação da atual Arábia Saudita.
A história dos Al Saud foi marcada por um desejo de unificar a península arábica e para espalhar a sua versão particular do islã. A Casa de Saud defende a metodologia salafista do islã, e está ligada com a família do xeque Muhammad bin Abdul-Wahhab através do casamento de Muhammad bin Saud com a filha de Muhammad Abd al Wahhab, em 1744. A Arábia Saudita foi criada em 1932 quando Ibn Saud, que desde 1927 era rei de Hejaz e Négede, unificou a região.
Embora alguns acreditem que número de membros da família sejam em torno de 25.000, a maioria das estimativas coloca o seu número na casa de 7000, sendo que o poder e a influência são exercidos por 200 descendentes do rei Abdul-Aziz bin Muhammad.
O atual chefe da Al Saud e governante da Arábia Saudita é o rei Salman ibn Abdul Aziz. Seu irmão mais velho e antecessor, Abdullah, anunciou em 20 de outubro de 2006 a criação de uma comissão de príncipes que votaram sobre a viabilidade dos reis e da candidatura dos príncipes herdeiros, esclarecendo em definindo a linha sucessória e o processo de sucessão do trono dos Al Saud. 

Árvore genealógica dos líderes dos Āl-Saud.

A comissão é presidida pelo príncipe Mishaal bin Abdul-Aziz, dá a cada filho (no caso de sua incapacidade ou morte, seu filho elegível) do falecido rei Abdul-Aziz um único voto, que seria utilizado para confirmar um dos três príncipes nomeados pelo rei para ser nomeado Príncipe Herdeiro. No caso em que tanto o rei entronado quanto o príncipe herdeiro forem considerados inaptos para governar, um conselho de cinco membros transitórios, nomeados pelo Conselho, teria poderes para executar os assuntos do Estado durante uma semana antes de nomear um sucessor. A intenção é evitar uma situação como foi o caso com o falecido rei Fahd, que sofreu vários acidentes vasculares cerebrais a partir de 1995, mas permaneceu no trono durante dez anos, a maioria deles sem as faculdades para se pronunciar. 
Sendo a família real governante da Arábia Saudita, é formada por descendentes de Muhammad bin Saud, fundador do Emirado de Diriyah, conhecido como o Primeiro Estado Saudita (1727–1818), e seus irmãos, embora o ramo dominante da família seja liderado principalmente pelos descendentes de Abdulaziz bin Abdul Rahman, o fundador moderno da Arábia Saudita. Forma uma subtribo do antigo e proeminente Banu Hanifa, uma tribo da Arábia, da qual se origina o conhecido teólogo árabe Maslama ibn Ḥabīb . A posição mais influente da família real é a do Rei da Arábia Saudita, um monarca absoluto. A família no total é estimada em cerca de 15.000 membros; no entanto, a maior parte do poder, influência e riqueza é possuída por um grupo de cerca de 2.000 deles. Algumas estimativas da riqueza da família real medem seu patrimônio líquido em U$ 1,4 trilhão. Este valor inclui a capitalização de mercado da Saudi Aramco, a empresa estatal de petróleo e gás, e seus vastos ativos em reservas de combustíveis fósseis. 
A sucessão ao trono da Arábia Saudita foi pensada para passar de um filho do primeiro rei, Abdulaziz, para outro. O rei Salman, que reina atualmente, primeiro substituiu o próximo príncipe herdeiro, seu irmão Muqrin, por seu sobrinho Muhammad bin Nayef.  Em 2017, Muhammad bin Nayef foi substituído por Mohammad bin Salman, filho do rei Salman, como príncipe herdeiro após a aprovação do Conselho de Fidelidade com 31 de 34 votos. A monarquia era hereditária por antiguidade agnática até 2006, quando um decreto real previa que os futuros reis sauditas deveriam ser eleitos por um comitê de príncipes sauditas. O gabinete nomeado pelo rei inclui mais membros da família real. 

## Título
Casa de Saud é uma tradução de Al Saud, um nome dinástico árabe formado pela adição da palavra Al (que significa "família de" ou "Casa de") ao nome pessoal de um ancestral. No caso de Al Saud, o ancestral é Saud ibn Muhammad ibn Muqrin, pai do fundador da dinastia no século 18, Muhammad bin Saud (Muhammad, filho de Saud).
O sobrenome "Al Saud" é usado por qualquer descendente de Muhammad bin Saud ou seus três irmãos Farhan, Thunayyan e Mishari. Os outros ramos da família de Al Saud, como Saud Al Kabir, Al Jiluwi, Al Thunayan, Al Mishari e Al Farhan, são chamados de ramos menores. Os membros dos ramos cadetes ocupam cargos altos e influentes no governo, embora não estejam na linha de sucessão ao trono saudita. Muitos membros cadetes se casam dentro do Al Saud para restabelecer sua linhagem e continuar a exercer influência no governo. 
Todos os membros masculinos da família real têm o título de Emir (Príncipe). No entanto, os filhos e netos patrilineares dos Reis são referidos pelo estilo "Sua Alteza Real" (SAR), diferindo dos bisnetos por descendência patrilinear e membros dos ramos menores que são chamados de "Sua Alteza" (SA), enquanto o rei reinante usa o título adicional de Guardião das Duas Mesquitas Sagradas. 

## História

### Origens e história antiga
O ancestral mais antigo registrado do "Al Saud" (família) foi Mani 'ibn Rabiah Al-Muraydi, que se estabeleceu em Diriyah em 1446–1447 com seu clã, o Mrudah.  Embora se acredite que os Mrudah sejam descendentes da confederação tribal Rabi'ah, os ramos Banu Hanifa da Rabi'ah , dos quais a tribo Banu Hanifa desempenhou um papel importante na formação do Oriente Médio e Arábia do século VI, com teólogos proeminentes como Maslama ibn Ḥabīb. Mani foi convidado por um parente chamado Ibn Dir, que era o governante de um grupo de aldeias e propriedades que compõem a atual Riade. O clã de Mani permaneceu durante um considerável período no leste da Arábia. Ibn Dir, então, entregou a Mani duas propriedades, chamadas al-Mulaybeed e Ghusayba. Mani e sua família se estabeleceram e renomearam a região Al Diriyah em homenagem a seu benfeitor Ibn Dir.  
Os Mrudah tornaram-se governantes de Al Diriyah, que prosperou ao longo das margens do Wadi Hanifa e se tornou um importante assentamento Najdi. À medida que o clã crescia, as lutas pelo poder se seguiram, com um ramo partindo para a vizinha Dhruma , enquanto outro ramo da família (o "Al Watban") partiu para a cidade de az-Zubayr no sul do Iraque. O ramo "Al Muqrin" tornou-se a família dominante entre os Mrudah em Diriyah. O nome do clã vem do Sheikh Saud ibn Muhammad ibn Muqrin que morreu em 1725. 

### Primeiro estado saudita (Emirado de Diriyah)
O Primeiro Estado Saudita (Emirado de Diriyah) foi fundado em 1727. Esse período foi marcado pela conquista das áreas vizinhas e pelo zelo religioso. No seu auge, o Primeiro Estado Saudita incluía a maior parte do território da atual Arábia Saudita e os ataques dos aliados e seguidores de Al Saud chegaram ao Iêmen, Omã , Síria e Iraque . Acredita-se que estudiosos islâmicos, particularmente Muhammad ibn Abdul Wahhab e seus descendentes, tenham desempenhado um papel significativo no domínio saudita durante esse período. Os sauditas e seus aliados se referiam a si mesmos durante esse período como Muwahhidun ou Ahl al-Tawhid ("os monoteístas"). Mais tarde, eles foram chamados de Wahhabis, uma seita islâmica particularmente rigorosa e puritana, batizada com o nome de seu fundador. 
A liderança de Al Saud durante o tempo de seu primeiro estado passou de pai para filho sem incidentes. O primeiro imã, Muhammad bin Saud, foi sucedido por seu filho mais velho, Abdulaziz , em 1765. Em 1802, as forças de Abdulaziz lideraram 10.000 soldados wahhabi em um ataque à cidade sagrada xiita de Karbala , no que hoje é o sul do Iraque e onde Hussein ibn Ali, o neto do profeta Muhammad foi enterrado.  Os soldados Wahhabi mataram mais de 2.000 pessoas, incluindo mulheres e crianças. Eles saquearam a cidade, demolindo a enorme cúpula dourada acima da tumba de Hussein e carregaram centenas de camelos com armas, joias, moedas e outros bens valiosos. 
O ataque a Karbala convenceu os otomanos e os egípcios de que os sauditas eram uma ameaça à paz regional. Abdulaziz foi morto em 1803 por um assassino, considerado por alguns como um xiita em busca de vingança pelo saque de Karbala no ano anterior. Abdul-Aziz foi por sua vez sucedido por seu filho, Saud, sob cujo governo o estado saudita alcançou sua maior extensão. Quando Saud morreu em 1814, seu filho e sucessor Abdullah ibn Saud teve que enfrentar uma invasão otomana-egípcia na Guerra Otomano-Wahhabi, buscando retomar o território perdido do Império Otomano. A força principalmente egípcia conseguiu derrotar as forças de Abdullah, assumindo a então capital saudita de Diriyyah em 1818. Abdullah foi feito prisioneiro e logo foi decapitado pelos otomanos em Constantinopla, pondo fim ao Primeiro Estado Saudita. Os egípcios enviaram muitos membros do clã Al Saud e outros membros da nobreza local como prisioneiros para o Egito e Constantinopla e arrasaram a capital saudita de Diriyyah. 

### Segundo estado saudita (Emirado de Nejd)
Alguns anos após a queda de Diriyah em 1818, os sauditas conseguiram restabelecer sua autoridade em Najd, estabelecendo o Emirado de Nejd, comumente conhecido como Segundo Estado Saudita, com capital em Riade. 
Em comparação com o Primeiro Estado Saudita, o segundo período saudita foi marcado por menor expansão territorial (nunca reconquistou o Hijaz ou 'Asir , por exemplo) e menos zelo religioso, embora os líderes sauditas continuassem sob o título de imã e ainda empregassem Estudiosos religiosos salafistas. O segundo estado também foi marcado por graves conflitos internos dentro da família saudita, levando à queda da dinastia. Em todos os casos, exceto um, a sucessão ocorreu por assassinato ou guerra civil, com exceção da passagem de autoridade de Faisal ibn Turki para seu filho Abdullah ibn Faisal ibn Turki. 

### Terceiro Estado Saudita (Unificação da Arábia Saudita)
Após sua derrota em Mulayda, Abdul Rahman bin Faisal foi com sua família para o exílio nos desertos do leste da Arábia entre os beduínos Al Murra. Logo depois, porém, encontrou refúgio no Kuwait como hóspede do emir do Kuwait, Mubarak Al Sabah. Em 1902, o filho de Abdul Rahman, Abdulaziz, assumiu a tarefa de restaurar o domínio saudita em Riad. Apoiado por algumas dezenas de seguidores e acompanhado por alguns de seus irmãos e parentes, Abdulaziz conseguiu capturar o forte Masmak de Riade e matar o governador nomeado por Muhammad bin Abdullah Al Rashid. Abdulaziz, que na época tinha apenas 20 anos, foi imediatamente proclamado governante de Riade. Como o novo líder da Casa de Saud, Abdulaziz tornou-se comumente conhecido a partir de então como "Ibn Saud" em fontes ocidentais, embora ainda seja chamado de "Abdulaziz" no mundo árabe. 
Abdulaziz passou as três décadas seguintes tentando restabelecer o domínio de sua família sobre a Arábia central, começando com Najd, sua terra natal. Seus principais rivais eram o clã Al Rashid em Ha'il, os Sharifs de Meca no Hijaz e os turcos otomanos em al Hasa . Abdulaziz também teve que lutar, no entanto, com os descendentes de seu falecido tio Saud ibn Faisal (mais tarde conhecido como o ramo "Saud Al Kabir" da família), pretendentes ao trono. Embora por um tempo reconhecendo a soberania dos sultões otomanos e até assumindo o título de paxá, Abdulaziz aliou-se aos britânicos, em oposição aos Al Rashidis, apoiados pelos otomanos. De 1915 a 1927, os domínios de Abdulaziz foram um protetorado do Império Britânico , de acordo com o Tratado de Darin de 1915. 
Abdulaziz obteve a vitória final sobre os Al Rashidis em 1921, tornando-se o governante da maior parte da Arábia central. Ele consolidou seus domínios como o Sultanato de Nejd. Ele então voltou sua atenção para o Hijaz, finalmente conquistando-o em 1926, poucos meses antes do fim do protetorado britânico. Nos cinco anos e meio seguintes, ele administrou as duas partes de seu reino dual, o Reino de Hejaz e Nejd, como unidades separadas. 
Em 1932, Abdulaziz havia eliminado todos os seus principais rivais e consolidou seu domínio sobre grande parte da Península Arábica. Ele uniu seus domínios no Reino da Arábia Saudita naquele ano. Seu pai, Abdul Rahman, manteve o título honorário de "imame". Em 1937, perto de Dammam, agrimensores americanos descobriram o que mais tarde provou ser as vastas reservas de petróleo da Arábia Saudita . Antes da descoberta do petróleo, muitos familiares viviam na miséria. 
Abdulaziz gerou dezenas de filhos com suas muitas esposas. Ele teve no máximo quatro esposas ao mesmo tempo, divorciando-se várias vezes. Ele fez questão de se casar com muitos dos nobres clãs e tribos dentro de seu território, incluindo os chefes das tribos Bani Khalid, Ajman e Shammar, bem como os Al ash-Sheikh (descendentes de Muhammad ibn Abd al-Wahhab ). Ele também providenciou para que seus filhos e parentes tivessem casamentos semelhantes. Ele nomeou seu filho sobrevivente mais velho, Saud , como herdeiro aparente , para ser sucedido pelo próximo filho mais velho, Faisal . A família Al Saudi ficou conhecida como a "família real", e cada membro, homem e mulher, recebeu o título emir ("príncipe") ou emira ("princesa"), respectivamente. 
Abdulaziz morreu em 1953, depois de ter cimentado uma aliança com os Estados Unidos em 1945. Ainda hoje é celebrado oficialmente como o "Fundador", e apenas os seus descendentes directos podem assumir o título de "Sua Alteza Real". A data de sua recaptura de Riad em 1902 foi escolhida para marcar o centenário da Arábia Saudita em 1999 (de acordo com o calendário lunar islâmico). 
Após a morte de Abdulaziz, seu filho Saud assumiu o trono sem incidentes, mas seus gastos pródigos levaram a uma luta pelo poder com seu irmão, o príncipe herdeiro Faisal. Em 1964, a família real forçou Saud a abdicar em favor de Faisal, auxiliada por um decreto do grande mufti (liderança religiosa) do país . Durante este período, alguns dos filhos mais novos de Abdulaziz, liderados por Talal ibn Abdul Aziz, desertaram para o Egito, chamando a si mesmos de " Príncipes Livres " e pedindo liberalização e reforma, mas mais tarde foram induzidos a retornar por Faiçal. Eles foram totalmente perdoados, mas também foram impedidos de qualquer cargo futuro no governo. 
Faisal foi assassinado em 1975 por um sobrinho, Faisal ibn Musaid , que foi prontamente executado. Outro irmão, Khalid , assumiu o trono. O próximo príncipe na linhagem foi na verdade o príncipe Muhammad, mas ele abriu mão de sua reivindicação ao trono em favor de Khalid, seu único irmão pleno. 
Khalid morreu de ataque cardíaco em 1982, e foi sucedido por Fahd , o mais velho dos poderosos "Sete Sudairi", assim chamados porque eram todos filhos de Ibn Saud com sua esposa Hassa Al Sudairi. Fahd acabou com o título real anterior de "sua majestade" e o substituiu pelo honorífico "Custodiante das Duas Mesquitas Sagradas", em referência aos dois locais sagrados islâmicos em Meca e Medina, em 1986. 
Um derrame em 1995 deixou Fahd incapacitado. Seu meio-irmão, o príncipe herdeiro Abdullah , gradualmente assumiu a maior parte das responsabilidades do rei até a morte de Fahd em agosto de 2005. Abdullah foi proclamado rei no dia da morte de Fahd e prontamente nomeou seu irmão mais novo, Sultan bin Abdulaziz , o ministro da defesa e O "segundo vice-primeiro-ministro" de Fahd, como o novo herdeiro aparente. Em 27 de março de 2009, Abdullah nomeou o príncipe Nayef Ministro do Interior como seu "segundo vice-primeiro-ministro" e príncipe herdeiro em 27 de outubro. Sultan bin Abdulaziz morreu em outubro de 2011, enquanto Nayef morreu em Genebra, na Suíça em 15 de junho de 2012. Em 23 de janeiro de 2015, Abdullah morreu após uma doença prolongada, e seu meio-irmão, o príncipe herdeiro Salman, foi declarado o novo rei. 
Muitos príncipes e funcionários do governo foram presos em 2017 em uma suposta campanha anticorrupção do rei e do príncipe herdeiro. O então presidente dos Estados Unidos, Donald Trump, expressou apoio às prisões. 

## Poder político
O chefe da Casa de Saud é o Rei da Arábia Saudita, que serve como Chefe de Estado e monarca do Reino da Arábia Saudita. O rei detém o poder político quase absoluto. O rei nomeia ministros para seu gabinete que supervisionam seus respectivos ministérios em seu nome. Os principais ministérios da Defesa, do Interior e das Relações Exteriores são geralmente ocupados por membros da família Saud, assim como todos os treze governos regionais. A maioria das pastas, no entanto, como Finanças, Trabalho, Informação, Planejamento, Assuntos Petrolíferos e Indústria, tem sido tradicionalmente dada a plebeus, muitas vezes com membros mais jovens da família Al Saud servindo como seus deputados. Os membros da família da Casa de Saud também ocupam muitos dos cargos departamentais militares e governamentais críticos do reino. O poder final no reino sempre recaiu sobre os Al Saudis, embora o apoio do Clã Ulema, da comunidade mercantil e da população em geral tenha sido fundamental para a manutenção do status quo político da família real. 
Nomeações políticas e governamentais de longo prazo ocorreram, como as do rei Faisal, que foi ministro das Relações Exteriores quase continuamente de 1932 a 1975, o rei Abdullah, que foi comandante da Guarda Nacional de 1963 a 2010, e o príncipe herdeiro Sultan, que foi Ministro da Defesa e Aviação de 1962 até sua morte em 2011. Esses termos de serviço permitiram que os príncipes seniores misturassem sua riqueza pessoal com a de seus respectivos domínios. 
Muitas vezes, eles nomearam seus próprios filhos para cargos de alto escalão em suas próprias pastas. Exemplos disso incluem o príncipe Mutaib bin Abdullah como comandante assistente da Guarda Nacional até 2010; Príncipe Khalid bin Sultan como ministro adjunto da defesa até 2013; Príncipe Mansour bin Mutaib como ministro assistente de Assuntos Municipais e Rurais até substituir seu pai em 2009; e o príncipe Mohammed bin Nayef como ministro adjunto do Ministério do Interior. Nos casos em que as pastas têm orçamentos notavelmente substanciais, foram necessárias nomeações de irmãos mais jovens, muitas vezes completos, como deputados ou vice-ministros, ostensivamente para compartilhar a riqueza e os encargos de responsabilidade de cada feudo. Exemplos disso incluem o príncipe Abdul Rahman, que foi vice-ministro da defesa e aviação do príncipe Sultan; Príncipe Badr, adjunto do Rei Abdullah na Guarda Nacional; Príncipe Sattam (Al Saud), que foi vice-governador de Riad durante o mandato do rei Salman; e o príncipe Ahmed, que ocupou o cargo de vice-ministro do ministério do interior do príncipe Nayef. 
Ao contrário das famílias reais ocidentais, a monarquia saudita não teve uma ordem de sucessão claramente definida . Historicamente, ao se tornar rei, o monarca designou um herdeiro aparente ao trono que serve como príncipe herdeiro do reino. Após a morte do rei, o príncipe herdeiro torna-se rei e, durante a incapacidade do rei, o príncipe herdeiro também assume o poder como regente. Embora outros membros dos Al Sauds ocupem cargos políticos no governo saudita, apenas o rei e o príncipe herdeiro constituem legalmente as instituições políticas. 

## Riqueza
Em junho de 2015, a Forbes listou o empresário Príncipe Al-Waleed bin Talal, neto de Abdulaziz, o primeiro rei da Arábia Saudita, como o 34º homem mais rico do mundo, com patrimônio líquido estimado em US$ 22,6 bilhões.  Em 2020, o patrimônio líquido combinado de toda a família real foi estimado em cerca de US$ 100 bilhões, o que os torna a família real mais rica entre todos os monarcas, bem como uma das famílias mais ricas do mundo.  Embora algumas estimativas da riqueza da família real coloquem o valor em até US$ 1,4 trilhão, o que inclui participações na Saudi Aramco.  